# 長江電力
中国长江电力股份有限公司，簡稱长江电力，是中国长江三峡工程开发总公司作为主发起人，联合华能国际电力股份有限公司、中国核工业集团公司、中国石油天然气集团公司、中国葛洲坝水利水电工程集团有限公司、长江水利委员会长江勘测规划设计院等五家发起人，以发起方式设立的股份有限公司。

## 历史
公司于2002年9月23日经国家经贸委"国经贸企改[2002]700号文"批准设立，并于2002年11月4日在国家工商行政管理总局办理了工商登记手续。经中国证券监督管理委员会批准，公司以募集方式向社会公开发行A股股票并于2003年11月18日在上海证券交易所上市交易。從事水力發電業務，公司是全球最大的水电上市公司，该公司以大型水电运营为主要业务。電力主要輸往华中电网、华东电网及南方电网。2015年11月，长江电力披露重组方案，公司计划以12.08元/股的价格，向公司控股股东三峡集团、四川省能源投资集团有限责任公司及云南省能源投资集团有限公司发行股份35亿股并支付现金374.6亿元，合计作价797.04亿元购买上述股东合计持有的金沙江云川公司100%股权，从而将旗下已建成的溪洛渡、向家坝电站全部注入上市公司。
2018年7月，中国长江电力股份有限公司公告称，接到控股股东中国长江三峡集团公司通知，三峡集团拟以其直接持有的部分A股股票为标的公开发行可交换债券，募资规模不超过200亿元人民币。
2021年7月，其下中国水利电力对外有限公司（三峡中水电）承建的哈萨克斯坦图尔古松水电站实现全部机组投产发电。该项目于2017年开工建设，是该流域梯级规划的第一座电站，也是共建“一带一路”框架下中哈产能合作水电领域首个落地的重点项目。

## 电站
- 长江三峡水利枢纽工程
- 葛洲坝水利枢纽
- 溪洛渡水电站
- 向家坝水电站
- 乌东德水电站
- 白鹤滩水电站

## 連結
- 中國長江電力股份有限公司 （页面存档备份，存于）